# Frank Mehnert (Bildhauer)
Frank Mehnert, Pseudonym Viktor Frank oder Victor Frank (geboren 23. Mai 1909 in Moskau; gestorben 29. März 1943 bei Staraja Russa) war ein deutscher Bildhauer und Schriftsteller.

## Leben

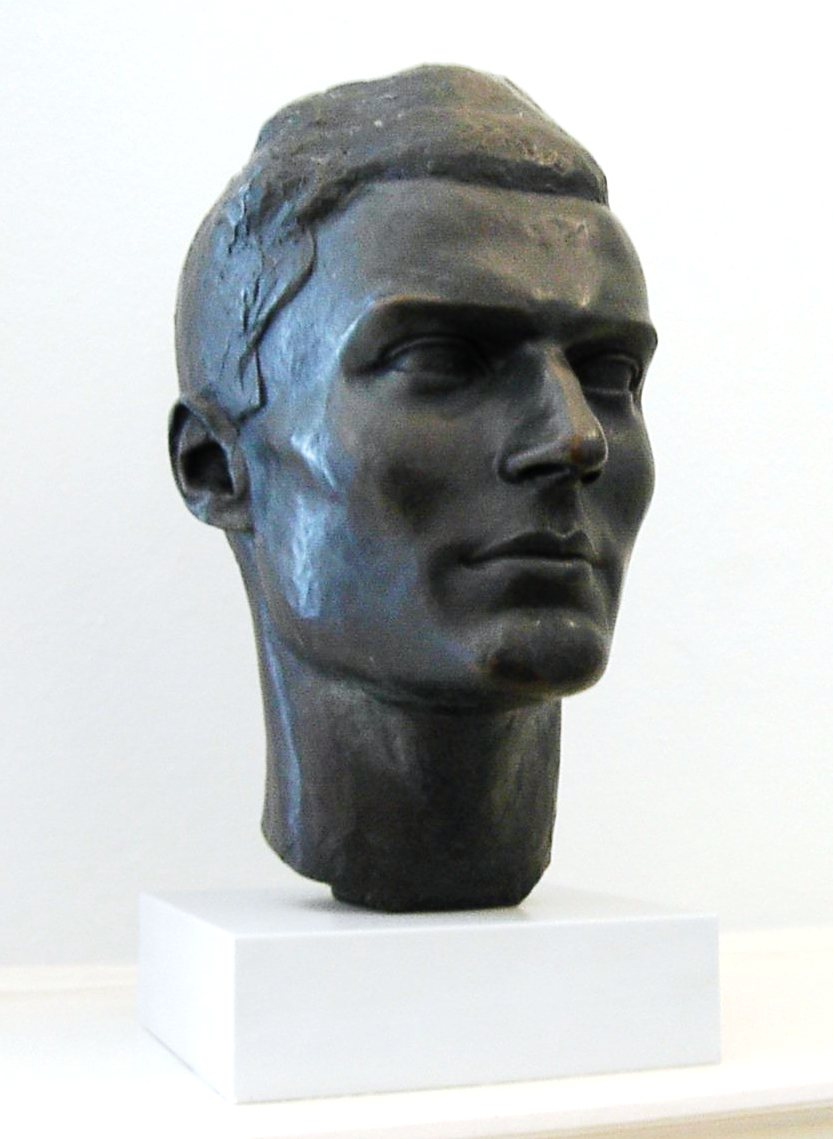
Büste des Claus Schenk Graf von Stauffenberg in der Gedenkstätte Deutscher Widerstand im Bendlerblock in Berlin

Mehnert wuchs als Sohn des deutsch-russischen Druckereibesitzers Hermann Mehnert im russischen Zarenreich auf. Sein Bruder war der spätere Osteuropaexperte Klaus Mehnert. Nachdem der Vater im Ersten Weltkrieg gefallen war, kehrte die Familie nach Deutschland zurück. Nach dem Abitur am Eberhard-Ludwigs-Gymnasium Stuttgart begann Mehnert ein Studium der Rechtswissenschaften in Tübingen an der Eberhard Karls Universität. Die Bildhauerei erlernte er als Autodidakt und ging zur Zeit der Weimarer Republik 1927 nach Berlin, wo er im Atelier von Ludwig Thormaehlen im Jahr 1929 ein erstes Porträt des Lyrikers Stefan George schuf, dem er sich „[…] als Betreuer und Begleiter“ bis zu dessen Tod im Jahr 1933 anschloss.
In Magdeburg schuf Mehnert verschiedene Porträts und Entwürfe für Denkmale, die teilweise als „[…] künstlerisch eher belanglos“ bewertet werden. Als Bildhauer im George-Kreis und durch die Freundschaft mit Walther Greischel sowie Förderung durch Wilhelm-Adolf Farenholtz schuf Frank Mehnert im Jahr 1939 das Standbild eines Magdeburger Pioniers aus Kalkstein, für das Claus Schenk Graf von Stauffenberg Modell stand, für die Brücke der Magdeburger Pioniere, das 1942 von Unbekannten zerstört wurde.
1943 fiel Mehnert in Russland bei Staraja Russa im Alter von 33 Jahren.

## Buch
- Agis und Kleomenes: nach dem Plutarch, 1937 maschinenschriftlich, 1944 unter Pseudonym Victor Frank im Münchner Delphin-Verlag erschienen